# Světový pohár v rychlobruslení 2018/2019
Světový pohár v rychlobruslení 2018/2019 byl 34. ročník Světového poháru v rychlobruslení. Konal se v období od 16. listopadu 2018 do 10. března 2019. Soutěž byla organizována Mezinárodní bruslařskou unií (ISU).
První čtyři mítinky sloužily evropským závodníkům jako kvalifikace pro Mistrovství Evropy a všem rychlobruslařům jako kvalifikace pro světové šampionáty (sprinterský, na jednotlivých tratích a vícebojařský).
Od ročníku 2018/2019 bylo zrušeno bodování Grand World Cupu, tedy celkového vítěze a vítězky Světového poháru napříč všemi individuálními disciplínami.

## Kalendář
| Místo               | Datum                  | 500 m | 1000 m | 1500 m | 3 km/5 km | 5 km/10 km | hromadný start | týmový sprint | stíhací závod |
| ------------------- | ---------------------- | ----- | ------ | ------ | --------- | ---------- | -------------- | ------------- | ------------- |
| Obihiro             | 16.–18. listopadu 2018 | 2×    | 1×     | 1×     | 1×        |            | 1×             | 1×            | 1×            |
| Tomakomai           | 23.–25. listopadu 2018 | 2×    | 1×     | 1×     | 1×        |            | 1×             | 1×            | 1×            |
| Tomaszów Mazowiecki | 7.–9. prosince 2018    | 2×    | 1×     | 1×     |           | 1×         |                | 1×            | 1×            |
| Heerenveen          | 14.–16. prosince 2018  | 1×    | 1×     | 1×     | 1×        |            | 1×             |               |               |
| Hamar               | 1.–3. února 2019       | 2×    | 1×     | 1×     | 1×        |            |                |               |               |
| Salt Lake City      | 9.–10. března 2019     | 2×    | 1×     | 1×     | 1×        |            | 1×             |               |               |

## Muži

### 500 m
| Místo                 | 1. místo                    | Čas        | 2. místo         | Čas      | 3. místo                    | Čas      |
| --------------------- | --------------------------- | ---------- | ---------------- | -------- | --------------------------- | -------- |
| Obihiro 1             | Håvard Holmefjord Lorentzen | 34,73      | Pavel Kuližnikov | 34,77    | Tacuja Šinhama              | 34,87    |
| Obihiro 2             | Pavel Kuližnikov            | 34,61      | Rjohei Haga      | 34,71    | Håvard Holmefjord Lorentzen | 34,77    |
| Tomakomai 1           | Tacuja Šinhama              | 35,45      | Júma Murakami    | 35,53    | Jan Smeekens                | 35,58    |
| Tomakomai 2           | Tacuja Šinhama              | 35,20      | Viktor Muštakov  | 35,44    | Júma Murakami               | 35,53    |
| Tomaszów Mazowiecki 1 | Pavel Kuližnikov            | 34,83      | Rjohei Haga      | 34,98    | Håvard Holmefjord Lorentzen | 35,10    |
| Tomaszów Mazowiecki 2 | Pavel Kuližnikov            | 34,67      | Tacuja Šinhama   | 34,87    | Júma Murakami               | 34,95    |
| Heerenveen            | Pavel Kuližnikov            | 34,49      | Cubasa Hasegawa  | 34,52    | Júma Murakami               | 34,55    |
| Hamar 1               | Pavel Kuližnikov            | 34,65      | Kim Čun-ho       | 34,71    | Dai Dai N'tab               | 34,77    |
| Hamar 2               | Pavel Kuližnikov            | 34,78      | Ruslan Murašov   | 34,82    | Kim Čun-ho                  | 34,84    |
| Salt Lake City 1      | Pavel Kuližnikov            | 33,61 (WR) | Tacuja Šinhama   | 33,83    | Júma Murakami               | 34,11    |
| Salt Lake City 2      | Tacuja Šinhama              | 33,79      | Čcha Min-kju     | 34,03    | Júma Murakami               | 34,10    |
|                       |                             |            |                  |          |                             |          |
| Celkové pořadí        | Pavel Kuližnikov            | 630 bodů   | Tacuja Šinhama   | 594 bodů | Håvard Holmefjord Lorentzen | 498 bodů |

### 1000 m
| Místo               | 1. místo         | Čas          | 2. místo         | Čas      | 3. místo                    | Čas      |
| ------------------- | ---------------- | ------------ | ---------------- | -------- | --------------------------- | -------- |
| Obihiro             | Pavel Kuližnikov | 1:07,85      | Kjeld Nuis       | 1:08,39  | Thomas Krol                 | 1:08,62  |
| Tomakomai           | Kjeld Nuis       | 1:10,45      | Kai Verbij       | 1:10,72  | Thomas Krol                 | 1:10,91  |
| Tomaszów Mazowiecki | Pavel Kuližnikov | 1:09,23      | Kai Verbij       | 1:09,92  | Håvard Holmefjord Lorentzen | 1:10,07  |
| Heerenveen          | Kjeld Nuis       | 1:07,80      | Pavel Kuližnikov | 1:07,93  | Denis Juskov                | 1:07,95  |
| Hamar               | Kai Verbij       | 1:08,47      | Thomas Krol      | 1:08,53  | Kjeld Nuis                  | 1:08,71  |
| Salt Lake City      | Kjeld Nuis       | 1:06,18 (WR) | Thomas Krol      | 1:06,25  | Kai Verbij                  | 1:06,34  |
|                     |                  |              |                  |          |                             |          |
| Celkové pořadí      | Kjeld Nuis       | 342 bodů     | Kai Verbij       | 304 bodů | Pavel Kuližnikov            | 303 bodů |

### 1500 m
| Místo               | 1. místo     | Čas          | 2. místo        | Čas      | 3. místo      | Čas      | Příp. další česká účast             | Čas     |
| ------------------- | ------------ | ------------ | --------------- | -------- | ------------- | -------- | ----------------------------------- | ------- |
| Obihiro             | Denis Juskov | 1:44,55      | Kjeld Nuis      | 1:44,81  | Patrick Roest | 1:45,12  | 26. (div. B) Sebastian Druszkiewicz | 1:51,81 |
| Tomakomai           | Kjeld Nuis   | 1:47,61      | Patrick Roest   | 1:48,20  | Thomas Krol   | 1:48,39  | 24. (div. B) Sebastian Druszkiewicz | 1:58,07 |
| Tomaszów Mazowiecki | Denis Juskov | 1:46,78      | Seitaró Ičinohe | 1:47,38  | Kim Min-sok   | 1:47,85  | 26. (div. B) Sebastian Druszkiewicz | 1:55,99 |
| Heerenveen          | Thomas Krol  | 1:43,78      | Joey Mantia     | 1:44,09  | Patrick Roest | 1:44,12  | 34. (div. B) Sebastian Druszkiewicz | 1:54,41 |
| Hamar               | Denis Juskov | 1:44,95      | Håvard Bøkko    | 1:46,28  | Kim Min-sok   | 1:46,39  | 20. (div. B) Sebastian Druszkiewicz | 1:53,67 |
| Salt Lake City      | Kjeld Nuis   | 1:40,17 (WR) | Thomas Krol     | 1:40,54  | Denis Juskov  | 1:41,49  | —                                   | —       |
|                     |              |              |                 |          |               |          |                                     |         |
| Celkové pořadí      | Denis Juskov | 319 bodů     | Kim Min-sok     | 279 bodů | Kjeld Nuis    | 274 bodů | 68. Sebastian Druszkiewicz          | 1 bod   |

### 5000 m/10 000 m
| Místo               | Disciplína     | 1. místo              | Čas      | 2. místo              | Čas      | 3. místo              | Čas      | Příp. další česká účast             | Čas      |
| ------------------- | -------------- | --------------------- | -------- | --------------------- | -------- | --------------------- | -------- | ----------------------------------- | -------- |
| Obihiro             | 05000 m        | Patrick Roest         | 6:13,01  | Alexandr Rumjancev    | 6:17,67  | Marcel Bosker         | 6:18,12  | 13. (div. B) Sebastian Druszkiewicz | 6:33,41  |
| Tomakomai           | 05000 m        | Bart Swings           | 6:34,85  | Sverre Lunde Pedersen | 6:36,86  | Patrick Roest         | 6:37,32  | 13. (div. B) Sebastian Druszkiewicz | 6:47,81  |
| Tomaszów Mazowiecki | 10 000 m       | Marcel Bosker         | 13:25,27 | Alexandr Rumjancev    | 13:26,76 | Danila Semerikov      | 13:28,71 | 17. (div. B) Sebastian Druszkiewicz | 13:55,02 |
| Heerenveen          | 05000 m        | Danila Semerikov      | 6:08,96  | Patrick Roest         | 6:09,82  | Sven Kramer           | 6:10,61  | 21. (div. B) Sebastian Druszkiewicz | 6:32,27  |
| Hamar               | 05000 m        | Sverre Lunde Pedersen | 6:16,16  | Alexandr Rumjancev    | 6:19,24  | Ted-Jan Bloemen       | 6:20,44  | 5. (div. B) Sebastian Druszkiewicz  | 6:31,59  |
| Salt Lake City      | 05000 m        | Patrick Roest         | 6:03,70  | Marcel Bosker         | 6:08,90  | Ted-Jan Bloemen       | 6:09,64  | —                                   | —        |
|                     |                |                       |          |                       |          |                       |          |                                     |          |
| Celkové pořadí      | Celkové pořadí | Alexandr Rumjancev    | 322 bodů | Marcel Bosker         | 320 bodů | Sverre Lunde Pedersen | 317 bodů | 26. Sebastian Druszkiewicz          | 60 bodů  |

### Závod s hromadným startem
| Místo          | 1. místo          | Sprint. body (čas) | 2. místo          | Sprint. body (čas) | 3. místo        | Sprint. body (čas) | Příp. další česká účast                                    | Sprint. body (čas)            |
| -------------- | ----------------- | ------------------ | ----------------- | ------------------ | --------------- | ------------------ | ---------------------------------------------------------- | ----------------------------- |
| Obihiro        | Andrea Giovannini | 62 b. (7:40,99)    | Simon Schouten    | 40 b. (7:41,00)    | Om Čchon-ho     | 20 b. (7:41,03)    | 13. (SMF1) Sebastian Druszkiewicz 13. (SMF2) Jakub Kopřiva | 0 b. (8:58,69) 0 b. (8:20,28) |
| Tomakomai      | Vitalij Michajlov | 68 b. (8:06,54)    | Om Čchon-ho       | 40 b. (8:15,94)    | Bart Swings     | 20 b. (8:16,23)    | 16. (SMF1) Sebastian Druszkiewicz 13. (SMF2) Jakub Kopřiva | 0 b. (9:01,19) 0 b. (8:46,81) |
| Heerenveen     | Om Čchon-ho       | 60 b. (8:11,22)    | Čong Če-won       | 40 b. (8:11,35)    | Bart Swings     | 22 b. (8:11,77)    | 17. (SMF1) Jakub Kopřiva 19. (SMF2) Sebastian Druszkiewicz | 0 b. (8:07,49) DNS            |
| Salt Lake City | Rjósuke Cučija    | 69 b. (7:38,39)    | Vitalij Michajlov | 46 b. (7:41,21)    | Simon Schouten  | 20 b. (7:51,66)    | —                                                          | —                             |
|                |                   |                    |                   |                    |                 |                    |                                                            |                               |
| Celkové pořadí | Om Čchon-ho       | 535 bodů           | Bart Swings       | 502 bodů           | Ruslan Zacharov | 434 bodů           | 30. Jakub Kopřiva 34. Sebastian Druszkiewicz               | 80 bodů 53 bodů               |

### Týmový sprint
| Místo               | 1. místo                                                                | Čas      | 2. místo                                                                | Čas      | 3. místo                                                           | Čas      |
| ------------------- | ----------------------------------------------------------------------- | -------- | ----------------------------------------------------------------------- | -------- | ------------------------------------------------------------------ | -------- |
| Obihiro             | Nizozemsko Michel Mulder Kjeld Nuis Kai Verbij                          | 1:19,78  | Norsko Håvard Holmefjord Lorentzen Bjørn Magnussen Henrik Fagerli Rukke | 1:20,79  | Kanada Antoine Gélinas-Beaulieu Laurent Dubreuil Christopher Fiola | 1:20,98  |
| Tomakomai           | Rusko Alexej Jesin Ruslan Murašov Viktor Muštakov                       | 1:23,54  | Nizozemsko Kjeld Nuis Kai Verbij Dai Dai N'tab                          | 1:23,64  | Kanada Antoine Gélinas-Beaulieu Laurent Dubreuil Christopher Fiola | 1:24,23  |
| Tomaszów Mazowiecki | Norsko Håvard Holmefjord Lorentzen Bjørn Magnussen Henrik Fagerli Rukke | 1:21,27  | Nizozemsko Michel Mulder Kai Verbij Dai Dai N'tab                       | 1:21,43  | Rusko Alexej Jesin Ruslan Murašov Viktor Muštakov                  | 1:21,74  |
|                     |                                                                         |          |                                                                         |          |                                                                    |          |
| Celkové pořadí      | Nizozemsko                                                              | 336 bodů | Norsko                                                                  | 304 bodů | Rusko                                                              | 296 bodů |

### Stíhací závod družstev
| Místo               | 1. místo                                                  | Čas      | 2. místo                                                   | Čas      | 3. místo                                                       | Čas      |
| ------------------- | --------------------------------------------------------- | -------- | ---------------------------------------------------------- | -------- | -------------------------------------------------------------- | -------- |
| Obihiro             | Rusko Alexandr Rumjancev Danila Semerikov Sergej Trofimov | 3:41,26  | Nizozemsko Douwe de Vries Marcel Bosker Chris Huizinga     | 3:42,14  | Norsko Håvard Bøkko Sverre Lunde Pedersen Simen Spieler Nilsen | 3:42,77  |
| Tomakomai           | Nizozemsko Douwe de Vries Marcel Bosker Patrick Roest     | 3:45,87  | Norsko Håvard Bøkko Sverre Lunde Pedersen Sindre Henriksen | 3:47,15  | Japonsko Rjósuke Cučija Seitaró Ičinohe Shane Williamson       | 3:47,17  |
| Tomaszów Mazowiecki | Japonsko Rjósuke Cučija Seitaró Ičinohe Shane Williamson  | 3:47,50  | Norsko Håvard Bøkko Sverre Lunde Pedersen Sindre Henriksen | 3:47,76  | Rusko Alexandr Rumjancev Danila Semerikov Sergej Trofimov      | 3:47,82  |
|                     |                                                           |          |                                                            |          |                                                                |          |
| Celkové pořadí      | Norsko                                                    | 312 bodů | Rusko                                                      | 302 bodů | Japonsko                                                       | 302 bodů |

## Ženy

### 500 m
| Místo                 | 1. místo          | Čas      | 2. místo            | Čas       | 3. místo            | Čas       |
| --------------------- | ----------------- | -------- | ------------------- | --------- | ------------------- | --------- |
| Obihiro 1             | Nao Kodairaová    | 37,49    | Vanessa Herzogová   | 37,62     | Maki Cudžiová       | 38,04     |
| Obihiro 2             | Nao Kodairaová    | 37,29    | Vanessa Herzogová   | 37,65     | Olga Fatkulinová    | 37,87     |
| Tomakomai 1           | Nao Kodairaová    | 38,03    | Vanessa Herzogová   | 38,52     | Darja Kačanovová    | 38,82     |
| Tomakomai 2           | Nao Kodairaová    | 38,26    | Vanessa Herzogová   | 38,56     | Brittany Boweová    | 38,99     |
| Tomaszów Mazowiecki 1 | Vanessa Herzogová | 37,97    | Olga Fatkulinová    | 38,07     | Darja Kačanovová    | 38,29     |
| Tomaszów Mazowiecki 2 | Vanessa Herzogová | 37,94    | Olga Fatkulinová    | 38,10     | Brittany Boweová    | 38,23     |
| Heerenveen            | Nao Kodairaová    | 37,17    | Vanessa Herzogová   | 37,23     | Brittany Boweová    | 37,70     |
| Hamar 1               | Nao Kodairaová    | 37,25    | Vanessa Herzogová   | 37,37     | Angelina Golikovová | 37,91     |
| Hamar 2               | Vanessa Herzogová | 37,61    | Angelina Golikovová | 37,90     | Olga Fatkulinová    | 38,09     |
| Salt Lake City 1      | Nao Kodairaová    | 36,47    | Vanessa Herzogová   | 36,85     | Angelina Golikovová | 36,93     |
| Salt Lake City 2      | Nao Kodairaová    | 36,49    | Olga Fatkulinová    | 36,83 (3) | Vanessa Herzogová   | 36,83 (5) |
|                       |                   |          |                     |           |                     |           |
| Celkové pořadí        | Vanessa Herzogová | 708 bodů | Nao Kodairaová      | 600 bodů  | Olga Fatkulinová    | 587 bodů  |

### 1000 m
| Místo               | 1. místo          | Čas          | 2. místo         | Čas      | 3. místo             | Čas      | Příp. další česká účast       | Čas     |
| ------------------- | ----------------- | ------------ | ---------------- | -------- | -------------------- | -------- | ----------------------------- | ------- |
| Obihiro             | Vanessa Herzogová | 1:14,56      | Miho Takagiová   | 1:14,82  | Nao Kodairaová       | 1:14,84  | —                             | —       |
| Tomakomai           | Nao Kodairaová    | 1:17,31      | Brittany Boweová | 1:17,65  | Vanessa Herzogová    | 1:17,77  | —                             | —       |
| Tomaszów Mazowiecki | Brittany Boweová  | 1:15,39      | Miho Takagiová   | 1:16,42  | Darja Kačanovová     | 1:16,57  | —                             | —       |
| Heerenveen          | Brittany Boweová  | 1:13,24      | Miho Takagiová   | 1:13,93  | Jekatěrina Šichovová | 1:14,03  | —                             | —       |
| Hamar               | Brittany Boweová  | 1:14,79      | Nao Kodairaová   | 1:15,25  | Lotte van Beeková    | 1:15,42  | 2. (div. B) Nikola Zdráhalová | 1:17,21 |
| Salt Lake City      | Brittany Boweová  | 1:11,61 (WR) | Miho Takagiová   | 1:11,71  | Nao Kodairaová       | 1:11,77  | —                             | —       |
|                     |                   |              |                  |          |                      |          |                               |         |
| Celkové pořadí      | Brittany Boweová  | 397 bodů     | Miho Takagiová   | 310 bodů | Nao Kodairaová       | 298 bodů | 38. Nikola Zdráhalová         | 29 bodů |

### 1500 m
| Místo               | 1. místo         | Čas          | 2. místo          | Čas      | 3. místo             | Čas      | Příp. další česká účast                                                                  | Čas                     |
| ------------------- | ---------------- | ------------ | ----------------- | -------- | -------------------- | -------- | ---------------------------------------------------------------------------------------- | ----------------------- |
| Obihiro             | Brittany Boweová | 1:55,03      | Miho Takagiová    | 1:55,12  | Jekatěrina Šichovová | 1:55,45  | 13. Martina Sáblíková 14. (div. B) Nikola Zdráhalová 23. (div. B) Natálie Kerschbaummayr | 1:59,05 2:01,50 2:06,79 |
| Tomakomai           | Ireen Wüstová    | 1:58,74      | Miho Takagiová    | 1:59,28  | Brittany Boweová     | 1:59,82  | 11. Martina Sáblíková 8. (div. B) Nikola Zdráhalová 18. (div. B) Natálie Kerschbaummayr  | 2:01,50 2:05,42 2:12,60 |
| Tomaszów Mazowiecki | Miho Takagiová   | 1:57,32      | Ireen Wüstová     | 1:58,21  | Brittany Boweová     | 1:58,25  | 8. Martina Sáblíková 5. (div. B) Nikola Zdráhalová 22. (div. B) Natálie Kerschbaummayr   | 1:59,83 2:02,03 2:09,83 |
| Heerenveen          | Ireen Wüstová    | 1:53,30      | Brittany Boweová  | 1:54,00  | Jekatěrina Šichovová | 1:54,03  | 24. (div. B) Natálie Kerschbaummayr                                                      | 2:07,78                 |
| Hamar               | Brittany Boweová | 1:55,89      | Lotte van Beeková | 1:56,13  | Joy Beuneová         | 1:57,15  | 7. Martina Sáblíková 2. (div. B) Nikola Zdráhalová 16. (div. B) Natálie Kerschbaummayr   | 1:58,01 1:58,80 2:03,47 |
| Salt Lake City      | Miho Takagiová   | 1:49,83 (WR) | Brittany Boweová  | 1:50,32  | Jekatěrina Šichovová | 1:50,63  | —                                                                                        | —                       |
|                     |                  |              |                   |          |                      |          |                                                                                          |                         |
| Celkové pořadí      | Brittany Boweová | 378 bodů     | Miho Takagiová    | 331 bodů | Ireen Wüstová        | 303 bodů | 14. Martina Sáblíková 29. Nikola Zdráhalová 55. Natálie Kerschbaummayr                   | 128 bodů 65 bodů 8 bodů |

### 3000 m/5000 m
| Místo               | Disciplína     | 1. místo              | Čas          | 2. místo              | Čas      | 3. místo                 | Čas      | Příp. další česká účast                                                        | Čas                     |
| ------------------- | -------------- | --------------------- | ------------ | --------------------- | -------- | ------------------------ | -------- | ------------------------------------------------------------------------------ | ----------------------- |
| Obihiro             | 3000 m         | Esmee Visserová       | 4:04,60      | Natalja Voroninová    | 4:05,02  | Martina Sáblíková        | 4:05,23  | 14. (div. B) Nikola Zdráhalová 24. (div. B) Natálie Kerschbaummayr             | 4:15,76 4:29,88         |
| Tomakomai           | 3000 m         | Isabelle Weidemannová | 4:04,60      | Martina Sáblíková     | 4:13,00  | Francesca Lollobrigidová | 4:13,47  | 1. (div. B) Nikola Zdráhalová 21. (div. B) Natálie Kerschbaummayr              | 4:17,03 4:35,27         |
| Tomaszów Mazowiecki | 5000 m         | Esmee Visserová       | 7:05,18      | Isabelle Weidemannová | 7:06,19  | Natalja Voroninová       | 7:08,68  | 5. Martina Sáblíková 12. Nikola Zdráhalová 19. (div. B) Natálie Kerschbaummayr | 7:11,26 7:37,57 7:51,49 |
| Heerenveen          | 3000 m         | Antoinette de Jongová | 3:59,41      | Isabelle Weidemannová | 4:00,12  | Martina Sáblíková        | 4:00,33  | 24. (div. B) Natálie Kerschbaummayr                                            | 4:26,46                 |
| Hamar               | 3000 m         | Martina Sáblíková     | 4:02,17      | Natalja Voroninová    | 4:03,76  | Marina Zujevová          | 4:03,80  | 14. Nikola Zdráhalová 9. (div. B) Natálie Kerschbaummayr                       | 4:14,39 4:15,16         |
| Salt Lake City      | 3000 m         | Martina Sáblíková     | 3:52,02 (WR) | Esmee Visserová       | 3:54,02  | Natalja Voroninová       | 3:54,06  | —                                                                              | —                       |
|                     |                |                       |              |                       |          |                          |          |                                                                                |                         |
| Celkové pořadí      | Celkové pořadí | Martina Sáblíková     | 370 bodů     | Esmee Visserová       | 343 bodů | Natalja Voroninová       | 335 bodů | 16. Nikola Zdráhalová 39. Natálie Kerschbaummayr                               | 106 bodů 32 bodů        |

### Závod s hromadným startem
| Místo          | 1. místo          | Sprint. body (čas) | 2. místo                 | Sprint. body (čas) | 3. místo                 | Sprint. body (čas) | Příp. další česká účast                          | Sprint. body (čas)            |
| -------------- | ----------------- | ------------------ | ------------------------ | ------------------ | ------------------------ | ------------------ | ------------------------------------------------ | ----------------------------- |
| Obihiro        | Nana Takagiová    | 60 b. (8:58,09)    | Irene Schoutenová        | 40 b. (8:58,19)    | Kim Po-rum               | 20 b. (8:58,53)    | 18. Nikola Zdráhalová 23. Natálie Kerschbaummayr | 0 b. (9:03,09) 0 b. (9:08,12) |
| Tomakomai      | Kim Po-rum        | 60 b. (8:52,18)    | Francesca Lollobrigidová | 40 b. (8:52,25)    | Ivanie Blondinová        | 20 b. (8:52,26)    | 15. Nikola Zdráhalová 20. Natálie Kerschbaummayr | 0 b. (8:54,56) 0 b. (9:14,83) |
| Heerenveen     | Nana Takagiová    | 60 b. (8:50,15)    | Irene Schoutenová        | 40 b. (8:50,28)    | Ajano Satóová            | 20 b. (8:50,44)    | 13. (SMF2) Natálie Kerschbaummayr                | 0 b. (9:07,57)                |
| Salt Lake City | Irene Schoutenová | 60 b. (8:00,18)    | Kim Po-rum               | 40 b. (8:00,43)    | Ivanie Blondinová        | 21 b. (8:00,54)    | —                                                | —                             |
|                |                   |                    |                          |                    |                          |                    |                                                  |                               |
| Celkové pořadí | Kim Po-rum        | 478 bodů           | Irene Schoutenová        | 456 bodů           | Francesca Lollobrigidová | 414 bodů           | 22. Natálie Kerschbaummayr 23. Nikola Zdráhalová | 106 bodů 98 bodů              |

### Týmový sprint
| Místo               | 1. místo                                                        | Čas      | 2. místo                                                               | Čas      | 3. místo                                                     | Čas      |
| ------------------- | --------------------------------------------------------------- | -------- | ---------------------------------------------------------------------- | -------- | ------------------------------------------------------------ | -------- |
| Obihiro             | Rusko Jekatěrina Šichovová Olga Fatkulinová Angelina Golikovová | 1:27,23  | Japonsko Maki Cudžiová Nao Kodairaová Konami Sogaová                   | 1:27,35  | Nizozemsko Janine Smitová Femke Beulingová Jutta Leerdamová  | 1:28,81  |
| Tomakomai           | Nizozemsko Janine Smitová Letitia de Jongová Jutta Leerdamová   | 1:32,10  | Itálie Francesca Lollobrigidová Noemi Bonazzaová Francesca Bettroneová | 1:32,12  | Kanada Kaylin Irvineová Heather McLeanová Ivanie Blondinová  | 1:32,81  |
| Tomaszów Mazowiecki | Japonsko Miho Takagiová Konami Sogaová Ajano Satóová            | 1:27,82  | Rusko Jekatěrina Šichovová Olga Fatkulinová Angelina Golikovová        | 1:28,18  | Nizozemsko Ireen Wüstová Letitia de Jongová Femke Beulingová | 1:28,53  |
|                     |                                                                 |          |                                                                        |          |                                                              |          |
| Celkové pořadí      | Rusko                                                           | 314 bodů | Nizozemsko                                                             | 312 bodů | Japonsko                                                     | 308 bodů |

### Stíhací závod družstev
| Místo               | 1. místo                                             | Čas      | 2. místo                                                             | Čas      | 3. místo                                                             | Čas      |
| ------------------- | ---------------------------------------------------- | -------- | -------------------------------------------------------------------- | -------- | -------------------------------------------------------------------- | -------- |
| Obihiro             | Japonsko Nana Takagiová Miho Takagiová Ajano Satóová | 2:57,80  | Nizozemsko Ireen Wüstová Lotte van Beeková Joy Beuneová              | 3:00,13  | Rusko Jevgenija Lalenkovová Natalja Voroninová Jelizaveta Kazelinová | 3:01,11  |
| Tomakomai           | Japonsko Nana Takagiová Miho Takagiová Ajano Satóová | 3:02,37  | Kanada Ivanie Blondinová Isabelle Weidemannová Kerri Morrisonová     | 3:05,95  | Rusko Jevgenija Lalenkovová Natalja Voroninová Jelizaveta Kazelinová | 3:06,69  |
| Tomaszów Mazowiecki | Japonsko Nana Takagiová Miho Takagiová Ajano Satóová | 3:02,49  | Rusko Jevgenija Lalenkovová Natalja Voroninová Jelizaveta Kazelinová | 3:04,10  | Kanada Ivanie Blondinová Isabelle Weidemannová Kerri Morrisonová     | 3:05,70  |
|                     |                                                      |          |                                                                      |          |                                                                      |          |
| Celkové pořadí      | Japonsko                                             | 360 bodů | Rusko                                                                | 300 bodů | Kanada                                                               | 290 bodů |